# Antwerp Open
Die Antwerp Open waren ein dreimal zum Anfang der 2010er-Jahre als Teil der Players Tour Championship ausgetragenes Profi-Snookerturnier mit begrenztem Einfluss auf die Weltrangliste (Minor-ranking-Turnier). Das Turnier wurde bei allen drei Ausgaben in der Lotto Arena im belgischen Antwerpen ausgetragen. Rekordsieger sind, alphabetisch genannt, der Nordire Mark Allen und die Engländer Mark Selby und Judd Trump mit je einem Titel. Mit einem Maximum Break spielte Trump im Jahre 2013 zudem das höchste Break der Turniergeschichte.

## Geschichte
Die Erstausgabe der Antwerp Open fand vom Mitte November 2011, also im Rahmen der Saison 2011/12, in der Lotto Arena in Antwerpen statt. Das Turnier wurde von Acuerate gesponsert und war das neunte Event der Players Tour Championship, einer Serie von Minor-ranking-Turnieren mit Amateurbeteiligung. Wie auch bei den anderen PTC-Events wurde vor der Hauptrunde eine Amateurqualifikation ausgespielt; die teilnehmenden Profispieler waren für die Hauptrunde gesetzt. Insgesamt nahmen 128 Spieler an der Hauptrunde teil, deren Sieger im K.-o.-System ausgespielt wurde. Im Finale besiegte Judd Trump Ronnie O’Sullivan mit 4:3 und sicherte sich die Gewinnprämie von 8.600 Pfund Sterling. Das höchste Break spielte Nigel Bond mit 137 Punkten.
Die Ausgabe 2012 fand bereits Mitte Oktober im Rahmen der Saison 2012/13 statt und war das dritte Event der European Tour, der europäischen Teilserie der Players Tour Championship. Der Vorjahressponsor blieb dem Turnier erhalten. Das Finale erreichten Mark Allen und Mark Selby; Allen setzte sich mit 4:1 durch und gewann damit 12.000 €. Das höchste Break spielte Stuart Bingham mit seinem 142er-Break.
2013 fand erneut eine Ausgabe der Antwerp Open statt, diesmal wieder Mitte November und erneut als Teil der Players Tour Championship. Erneut erreichte Mark Selby das Finale und gewann dieses mit 4:3 gegen Ronnie O’Sullivan, womit das Preisgeld für den Sieger im Wert von 25.000 € an ihn ging. Das höchste Break der Ausgabe und zugleich der Turniergeschichte spielte Judd Trump mit seinem Maximum Break.

## Sieger
| Jahr                                 | Austragungsort                       | Sieger                               | Ergebnis                             | Finalist                             | Sponsor                              | Saison                               |
| Antwerp Open – Minor-ranking-Turnier | Antwerp Open – Minor-ranking-Turnier | Antwerp Open – Minor-ranking-Turnier | Antwerp Open – Minor-ranking-Turnier | Antwerp Open – Minor-ranking-Turnier | Antwerp Open – Minor-ranking-Turnier | Antwerp Open – Minor-ranking-Turnier |
| ------------------------------------ | ------------------------------------ | ------------------------------------ | ------------------------------------ | ------------------------------------ | ------------------------------------ | ------------------------------------ |
| 2011                                 | Antwerpen – Lotto Arena              | Judd Trump                           | 4:3                                  | Ronnie O’Sullivan                    | Acuerate                             | 2011/12                              |
| 2012                                 | Antwerpen – Lotto Arena              | Mark Allen                           | 4:1                                  | Mark Selby                           | Acuerate                             | 2012/13                              |
| 2013                                 | Antwerpen – Lotto Arena              | Mark Selby                           | 4:3                                  | Ronnie O’Sullivan                    | –                                    | 2013/14                              |